# Dead Creatures
Dead Creatures és una pel·lícula britànica dirigida per Andrew Parkinson, estrenada el 2001.

## Argument
Un home de mitjana edat lliga un jove del carrer a una cadira i li fa preguntes estranyes mentre el veu suportar la tortura de la abstinència de drogues. Una jove es lacera emocionalment el braç, afegint noves ferides a les nombroses crostes i cicatrius que ja cobreixen el seu cos. Un grup de dones s'agrupen per consolar una amiga, afligida per una terrible malaltia que li fa podrir la carn. L'home des del principi ara està ocupat decapitant una víctima assassinada amb una serra. Un mal secret segella la comunitat d'aquests éssers desgraciats, transformats en membres d'una nova abominació de la subcultura urbana que els uneix per la misèria i la desesperació. Obligats a abandonar tot allò de la seva vida anterior, s'amaguen als barris marginals dels carrerons. A partir d'ara, el seu mitjà de vida depèn dels altres, en el sentit fort del terme.

## Repartiment
- Beverley Wilson : Jo
- Antonia Beamish : Ann
- Brendan Gregory : Reece
- Anna Swift : Sian
- Bart Ruspoli : Christian
- Fiona Carr : Zoe
- Eva Fontaine : Fran
- Sam Cocking : una jove zombi
- Lindsay Clarke : Ali
- Hilary Sesta : àvia Penny
- Hannah Storey : l'amiga de Sian
- Samuel Kindred : Mike

## Producció
- El rodatge va tenir lloc a Regne Unit.
- La pel·lícula segueix I, Zombie: The Chronicles of Pain (1998), del mateix director.[3]
- Brendan Gregory i Bart Ruspoli tornaran posteriorment sota la direcció del cineasta a Venus Drowning (2005).

## Honors
- Nominació al premi a la millor pel·lícula al XXXIV Festival Internacional de Cinema Fantàstic de Catalunya l'any 2001.[4]
- Nominació al premi a la millor pel·lícula al festival Fantasporto l'any 2002.